# Ерлингхаузен
Ерлингхаузен (њем. Oerlinghausen) град је у њемачкој савезној држави Северна Рајна-Вестфалија. Једно је од 16 општинских средишта округа Липе. Према процјени из 2010. у граду је живјело 16.905 становника. Посједује регионалну шифру (AGS) 5766056, NUTS (DEA45) и LOCODE (DE OEN) код.

## Географски и демографски подаци
Ерлингхаузен се налази у савезној држави Северна Рајна-Вестфалија у округу Липе. Град се налази на надморској висини од 214 метара. Површина општине износи 32,7 km². У самом граду је, према процјени из 2010. године, живјело 16.905 становника. Просјечна густина становништва износи 517 становника/km².